# Número ONU
Los números ONU, identidades UNO o números UN (en inglés, UN number) son la identificación numérica —UN seguido de cuatro dígitos—, por parte de la ONU, de mercancías peligrosas o materiales con propiedades similares. Una sustancia química en su estado sólido puede tener un número ONU diferente que cuando se encuentra en estado líquido, si sus propiedades de peligrosidad difieren significativamente; las sustancias con diferentes niveles de pureza o concentración en solución también pueden tener distintos números ONU.
El rango de números UN va desde UN0004 hasta el UN3560, no son asignados a sustancias que no son potencialmente peligrosas (esas simplemente no tiene número ONU), y no poseen un mecanismo para deducir las clases de peligros de una sustancia con sólo ver su número UN; tienen que ser buscados en una tabla. Son asignados por el Comité de Expertos en el Transporte de Mercancías Peligrosas de la ONU y se publican en sus Recomendaciones en el Transporte de Mercancías Peligrosas, también conocido como el Libro naranja. Estas recomendaciones son adoptadas por la organización reguladora responsable de los diferentes medios de transporte..

## Designaciones oficiales de transporte
Cada número UN está asociado a una «designación oficial de transporte», en función de su clasificación de peligro y de su composición. La lista de mercancías peligrosas se identifica por el número ONU, el nombre y descripción, la clase o división de riesgo (véase Mercancías peligrosas). Si una sustancia posee varios riesgos, entonces se puede especificar el identificador de <Peligro secundario>. La lista también incluye información complementaria relevante para el transporte, como el grupo de embalaje o envase, disposiciones especiales, cantidades limitadas y exceptuadas, además de instrucciones de embalaje, transporte y respectivas disposiciones especiales, detalladas en el volumen II de la publicación. 
Los números NA (Norte América), también conocidos como números DOT son emitidos por el Departamento de Transporte de los Estados Unidos y son idénticos a los números UN, excepto que algunas sustancias sin números UN pueden tener un número NA. Los números NA están dentro del rango NA8000 - NA9999. Estos son importantes.